# Stalbosjön
Stalbosjön är en sjö i Heby kommun i Uppland och ingår i Tämnaråns huvudavrinningsområde. Sjön har en area på 0,278 kvadratkilometer och ligger 72 meter över havet.

## Delavrinningsområde
Stalbosjön ingår i det delavrinningsområde (666433-157723) som SMHI kallar för Mynnar i Tämnarån. Medelhöjden är 67 meter över havet och ytan är 31,44 kvadratkilometer. Det finns inga avrinningsområden uppströms utan avrinningsområdet är högsta punkten. Svinabäcken som avvattnar avrinningsområdet har biflödesordning 2, vilket innebär att vattnet flödar genom totalt 2 vattendrag innan det når havet efter 68 kilometer. Avrinningsområdet består mestadels av skog (76 procent) och jordbruk (12 procent). Avrinningsområdet har 0,53 kvadratkilometer vattenytor vilket ger det en sjöprocent på 1,7 procent. Bebyggelsen i området täcker en yta av 0,33 kvadratkilometer eller 1 procent av avrinningsområdet.